# Havermarkt (Hasselt)

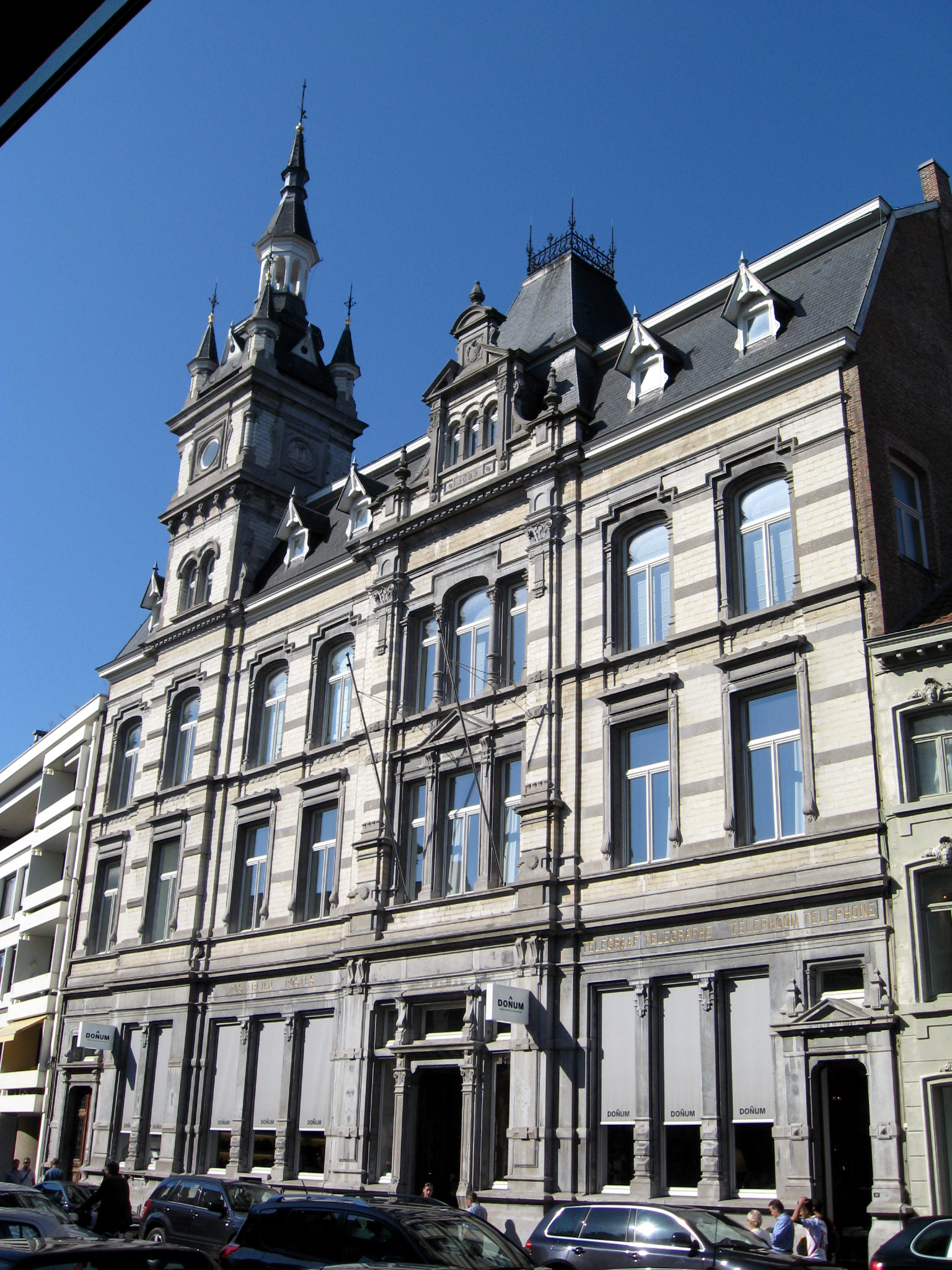
Voormalig postgebouw aan de Havermarkt

De Havermarkt is een straat in het centrum van Hasselt.
De straat loopt van de Grote Markt in westelijke richting, waar hij uitkwam op de Maagdendries en de Vuylbeke, de huidige Ridderstraat. In 1870 werd de Perceestraat, de huidige Ridder Portmansstraat, aangelegd, als doorbraak naar de boulevard en het station, welke was aangelegd op het tracé van de voormalige Stadsomwalling van Hasselt, het tegenwoordige Leopoldplein.
In de 15e eeuw stond de straat nog bekend als Joedenstraat, daarna als Koemarkt, feitelijk veemarkt. Het was de op een na oudste marktplaats van Hasselt. Ze werd vaak ook aangeduid, van oost naar west, als respectievelijk: Lintmerct, Verckensmerct, Koyemerct en Peerdsmerct. Pas in de 19e eeuw kwam de benaming Havermarkt in zwang.
Het was een belangrijke straat, waar het Augustijnenklooster en ook het allereerste stadhuis van Hasselt deel van uitmaakten. In de tweede helft van de 18e eeuw en in de 19e eeuw werden er patriciërswoningen langs deze straat gebouwd. De zuidelijke gevelwand wordt tegenwoordig door het oud gerechtshof, en de noordwand door het Postgebouw beheerst. Ook werden er winkelpanden en appartementsgebouwen gebouwd, maar van de patriciërswoningen zijn er een aantal blijven bestaan.
Tot de belangrijkste bouwwerken langs de straat behoren:
- Huis Het Leerske, aan Havermarkt 4
- Huis De Croon, aan Havermarkt 8
- Huis De Gulden Sadel, aan Havermarkt 12
- Huis Den Cleynen Eenhoeren, aan Havermarkt 22
- Huis De Gulden Put, aan Havermarkt 21 en 23
- Huis De Cat, aan Havermarkt 27